# Альберт Рьості
Альберт Ресті (нім. вимова: [ˈalbɛʁt ˈrøːsti]; (8 серпня 1967 , Фрутіген, Берн ) — швейцарський підприємець та політик, член Федеральної ради Швейцарії з 1 січня 2023 року. 
Раніше очолював Швейцарську народну партію (SVP/UDC) 2016 — 2020 роках і був членом Національної ради від кантону Берн в 2011 — 2022 роках. 
Ресті проживає в Ютендорфі біля Туна.

## Біографія
Альберт Ресті виріс у Кандерштегу, Берн, і вивчав агрономію в Федеральній вищий технічній школі Цюриха. 
У 2002 році закінчив навчання в Університеті Рочестера та здобув ступінь магістра ділового адміністрування. 

В 1998 році Ресті почав працювати в Департаменті економічних питань Берна, у 2001 — 2003 роках працював заступником генерального секретаря, а у 2003 — 2006 рока— – генеральним секретарем. 
Потім був директором компанії «Swiss Milk Producers». 
З 2013 року є власником і керівником бізнес-консалтингової фірми «Büro Dr. Rösti GmbH». 

У 2007 — 2014 роках Ресті був президентом Служби сільськогосподарської інформації (LID). 
У травні 2014 року він був обраний президентом «Action for a Sensible Energy Policy Switzerland». 

У травні 2015 року Ресті змінив Каспара Баадера на посаді президента «Swiss Oil», швейцарської асоціації торговців паливом. 

Ресті живе в Утендорфі, одружений та має двох дітей.

## Політична кар'єра
У 2000-2007 роках президент відділення Швейцарської народної партії в Утендорфі, в 2008 році обраний до міської ради, а в 2014 році - мером Утендорфа 
.. 
У листопаді 2015 року він зняв свою кандидатуру до Федеральної ради Швейцарії 

. 
У 2016-2020 роках він обіймав посаду голови Швейцарської народної партії 
..
7 грудня 2022 року він був обраний членом Федеральної ради Швейцарії замість Улі Маурера та обійняв посаду 1 січня 2023 року 
.
.